# Nadlaktični mišić
Nadlaktični mišić (lat. musculus brachialis) je mišić nadlaktice koji se nalazi ispod dvoglavog nadlaktičnog mišića. Mišić inervira lat. nervus musculocutaneus. Nadlaktični mišić je najjači pregibač u zglobu lakta. 

## Polazište i hvatište
Mišić polazi s prednje strane nadlaktične kosti, prelazi preko lakatnog zgloba i hvata se na lakatnu kost (točnije na lat. tuberositas ulne).